# Yanganam
Yanganam (nep. याङनाम) – gaun wikas samiti we wschodniej części Nepalu w strefie Meći w dystrykcie Panchthar. Według nepalskiego spisu powszechnego z 2001 roku liczył on 1018 gospodarstw domowych i 5498 mieszkańców (2820 kobiet i 2678 mężczyzn).